# Royal Rumble (2021)
Royal Rumble 2021 a fost cea de-a treizecișipatra ediție a Royal Rumble, un eveniment pay-per-view de wrestling profesionist din WWE. A avut loc pe 31 ianuarie din 2021 pe Tropicana Field din St. Petersburg, Florida.
La acest eveniment au avut loc șase meciuri, inclusiv unul în pre-show. Evenimentul principal a fost meciul Royal Rumble masculin, unde Edge a câștigat pentru a doua oară meciul, câștigându-l ultima dată în 2010, devenind astfel al șaptelea luptător care a câștigat de două ori această luptă, precum și al treilea luptător care l-a câștigat intrând primul concurent (după Shawn Michaels în 1995 și Chris Benoit în 2004). Bianca Belair a câștigat meciul feminin Royal Rumble. În alte meciuri prezentate, Roman Reigns l-a învins pe Kevin Owens într-un meci Last Man Standing pentru a păstra Campionatul Universal și în meciul de deschidere, Drew McIntyre l-a învins pe Goldberg pentru a păstra Campionatul WWE.

## Rezultate
- Kick-Off: Nia Jax și Shayna Baszler le-au învins pe Asuka și Charlotte Flair (c) câștigând campionatele WWE Women's Tag Team Championship (8:45)[1]
  - Jax a numărat-o pe Flair după un «The Woman's Right» a lui Evans și un «Leg Drop».
  - În timpul luptei, Lacey Evans și Ric Flair au intervenit în favoarea lui Jax și Baszler.
- Drew McIntyre (c) l-a învins pe Goldberg păstrându-și Campionatul WWE. (2:30)[2]
  - McIntyre l-a numărat pe Goldberg după un «Claymore».
- Sasha Banks a învins-o pe Carmella (însoțită de Reginald) păstrându-și campionatul WWE SmackDown Women's Championship (10:25)[3]
  - Banks a făcut-o pe Carmella să cedeze cu o «Bank Statement»
- Bianca Belair a câștigat meciul 30-woman Royal Rumble match câștigând o șansă pentru campionat la WrestleMania 37 (58:50)[4]
  - Belair a eliminat-o pe Rhea Ripley, câștigând lupta.
- Roman Reigns (c) (însoțit de Paul Heyman) l-a învins pe Kevin Owens într-un Last Man Standing match păstrându-și WWE Universal Championship (24:55)[5]
  - Reigns l-a învins pe Owens după ce acesta nu sa mai putut ridica până la numărătoarea de 10 după un «Guillotine Choke».
- Edge a castigat meciul Royal Rumble 2021 câștigând șansa pentru a lupta pentru campionat mondial la WrestleMania 37. (58:30)[6]
  - Edge a câștigat lupta după ce l-a eliminat pe Randy Orton.

## Royal Rumble: intrări în meci și eliminări
| Nr. | Concurent         | Brand           | Ordinea eliminări | Eliminat prin                            | Timp  | Eliminări |
| --- | ----------------- | --------------- | ----------------- | ---------------------------------------- | ----- | --------- |
| 1   | Edge              | HOF             | —                 | Câștigător                               | 58:30 | 3         |
| 2   | Randy Orton       | Raw             | 29                | Edge                                     | 58:30 | 0         |
| 3   | Sami Zayn         | SmackDown       | 2                 | Big E                                    | 13:04 | 0         |
| 4   | Mustafa Ali       | Raw             | 4                 | Big E                                    | 13:18 | 1         |
| 5   | Jeff Hardy        | Raw             | 1                 | Dolph Ziggler                            | 03:25 | 0         |
| 6   | Dolph Ziggler     | SmackDown       | 9                 | Kane                                     | 20:30 | 1         |
| 7   | Shinsuke Nakamura | SmackDown       | 12                | King Corbin                              | 22:01 | 0         |
| 8   | Carlito           | Agent liber     | 5                 | Elias                                    | 08:26 | 0         |
| 9   | Xavier Woods      | Raw             | 3                 | Mustafa Ali                              | 03:42 | 0         |
| 10  | Big E             | SmackDown       | 19                | Omos                                     | 29:45 | 4         |
| 11  | John Morrison     | Raw             | 7                 | Damian Priest                            | 08:14 | 0         |
| 12  | Ricochet          | Raw             | 10                | Kane                                     | 11:37 | 0         |
| 13  | Elias             | Raw             | 6                 | Damian Priest                            | 02:30 | 1         |
| 14  | Damian Priest     | NXT             | 16                | Bobby Lashley                            | 15:34 | 4         |
| 15  | The Miz           | Raw             | 8                 | Damian Priest                            | 01:02 | 0         |
| 16  | Riddle            | Raw             | 25                | Seth Rollins                             | 31:17 | 1         |
| 17  | Daniel Bryan      | SmackDown       | 24                | Seth Rollins                             | 28:50 | 1         |
| 18  | Kane              | HOF/Agent liber | 11                | Damian Priest                            | 01:51 | 2         |
| 19  | King Corbin       | SmackDown       | 14                | Dominik Mysterio                         | 03:34 | 2         |
| 20  | Otis              | SmackDown       | 13                | King Corbin                              | 00:53 | 0         |
| 21  | Dominik Mysterio  | SmackDown       | 15                | Bobby Lashley                            | 02:00 | 1         |
| 22  | Bobby Lashley     | Raw             | 18                | Big E, Christian, Daniel Bryan și Riddle | 04:03 | 3         |
| 23  | Hurricane Helms   | Agent liber     | 17                | Big E și Bobby Lashley                   | 00:30 | 0         |
| 24  | Christian         | Agent liber     | 27                | Seth Rollins                             | 18:12 | 2         |
| 25  | A.J. Styles       | Raw             | 23                | Braun Strowman                           | 10:27 | 0         |
| 26  | Rey Mysterio      | SmackDown       | 20                | Omos                                     | 03:47 | 0         |
| 27  | Sheamus           | Raw             | 22                | Braun Strowman                           | 05:56 | 0         |
| 28  | Cesaro            | SmackDown       | 21                | Braun Strowman                           | 04:10 | 0         |
| 29  | Seth Rollins      | SmackDown       | 28                | Edge                                     | 08:48 | 4         |
| 30  | Braun Strowman    | Raw             | 26                | Christian, Edge, and Seth Rollins        | 07:24 | 3         |